# Mega Man Legends (jeu vidéo)
Mega Man Legends (Rockman DASH (ロックマンDASH 鋼の冒険心, RockMan DASH: Hagane no Bōkenshin) au Japon), est un jeu vidéo d'action-aventure sorti initialement sur PlayStation, développé par Capcom Production Studio 2 et édité par Capcom en 1997. Le jeu est ensuite porté sur Nintendo 64, sous le titre Mega Man 64 en 2000, ainsi que sur PC (Windows) et sur PlayStation Portable par la suite. Le jeu a été conçu par Yoshinori Kawano. Le jeu fait partie de la série Mega Man Legends, série dérivée de Mega Man.

## Accueil
- Dengeki PlayStation : 90 % / 85 % (PC)[1]
- Game Informer : 8,5/10 (PS)[2]
- GamePro : 4,5/5 (PS)[3]
- GameSpot : 7,2/10 (PS)[4] - 5,3/10 (N64)[5] - 3,6/10 (PC)[6]
- IGN : 8,4/10 (PS)[7]
- PC Gamer : 25 % (PC)[8]